# ورزشگاه خوزه آمالفیتانی
ورزشگاه خوزه آمالفیتانی (به انگلیسی: Estadio José Amalfitani) ورزشگاهی در شهر بوئنوس آیرس است که ورزشگاه خانگی باشگاه فوتبال ولز سارسفیلد می‌باشد.
این ورزشگاه در سال ۱۹۴۳ میلادی ساخته شده‌است و ظرفیت آن ۷۴٬۵۴۰ نفر است. ۳ بازی جام جهانی فوتبال ۱۹۷۸ در این ورزشگاه برگزار شده‌است.